# Монтезеко (Асколи Пичено)
Монтезеко (итал. Montesecco) насеље је у Италији у округу Асколи Пичено, региону Марке.
Према процени из 2011. у насељу је живело 63 становника. Насеље се налази на надморској висини од 163 м.